# Muharrem Erkek
Muharrem Erkek (prononcé [mu.hɑ.'ɾɛm ɛɾ.'kɛk], né le 31 août 1969 à Çanakkale) est un député turc.

## Biographie
Diplômé de droit de l'université d'Istanbul, il exerce comme avocat au barreau de Çanakkale en 1994.
Le 6 mai 2016 devant le palais de justice d'Istanbul, il immobilise un tireur ayant tenté de tuer le journaliste Can Dündar.
Depuis 2024 il est maire de Çanakkale.

## Mandats
- Conseiller municipal CHP de Çanakkale de 2004 à 2014[1] ;
- Député CHP de la circonscription de Çanakkale de la 26e législature